# Pierre Paris
Pierre Paris (ur. 10 czerwca 1947, zm. 13 listopada 2010) – szwajcarski judoka. Olimpijczyk z Monachium 1972, gdzie zajął jedenaste miejsce w wadze ciężkiej.
Uczestnik mistrzostw świata w 1971 roku. Trzeci na ME juniorów w 1966 i 1968 roku.

## Letnie Igrzyska Olimpijskie 1972
| Konkurencja | Eliminacje   | Eliminacje               | Klas. końcowa |
| Konkurencja | Przeciwnik I | Przeciwnik II            | Miejsce       |
| ----------- | ------------ | ------------------------ | ------------- |
| +93 kg      | wolny los Z  | Motoki Nishimura (JPN) P | 11.           |